# Pediasia subepineura
Pediasia subepineura là một loài bướm đêm trong họ Crambidae.